# The Casualties
The Casualties er et Amerikansk Punk band, der blev dannet i 1987 i New York. Bandet består af Jorge Rodrigo Herrera (sanger), Jake Kolatis (guitarist og backup-vokaler), Rick Lopez (bassist og backup-vokaler) og Mark Meggers (trommeslager).
The Casualties, er blevet nævnt som et af de mest revulotionererne punk bands i 90'erne, af bands som for eksempel The Exploited. Deres første single hed For The Punx, og den solgte over 40.000 eksemplarer verden over. 

## Historie
Jorge startede med at lytte til heavy metal og hård rock, da han var barn, men en koncert med The Ramones, fik ham på det andet spor, og han begyndte at bevæge sig mere over i punk-kulturen. Allerede før The Casualties blev startet, havde Jorge været punker i næsten 10 år.
Jake Begyndte allerede i bandet, da han var omkring 15 år gammel. Jorge har boet på gaden, og kommer originalt fra en ecuadoriansk familie. Der har været mange medlemmer i The Casualties, og det var først med CD'en Who's In Control at Rick Lopez, kom ind i bandet, og der har han været siden.

## Temaer
The Casualties, er kendt inden for emner som: kritik af samfundet, men kan også synge om lettere emner som for eksempel at drikke og feste. Det kan blandt andet høres i sangene: Made In NYC, og Drinking is our way of life. 
I et interview, nævner Jorge at han har været alkoholiker, men mest den tid hvor han boede på gaden.

## Diskografi
- 1997: For The Punx
- 1998: Underground Army
- 2000: Stay Out Of Order
- 2001: The Early Years: 1990–1995
- 2001: Die Hards
- 2004: On The Front Line
- 2005: En La Lina De En Frente[5]
- 2006: Under Attack
- 2007: Made in N.Y.C
- 2009: We Are All We Have
- 2012: Resistance
- 2016: Chaos Sound
- 2018: Written in Blood

Desuden har de indspillet en masse andre live-albums plus gæsteoptræden på kompilationer.